# Nikita Kurbanov
Pour les articles homonymes, voir Kurbanov.
Nikita Kurbanov (en russe : Никита Александрович Курбанов), né le 5 octobre 1986, à Moscou, dans la République socialiste fédérative soviétique de Russie, est un joueur russe de basket-ball. Il évolue au poste d'ailier.

## Biographie
En juin 2014, Kourbanov rejoint le Lokomotiv Kouban-Krasnodar, pour un contrat d'un an avec une saison optionnelle.
Kourbanov rejoint le CSKA Moscou à l'été 2015. En juin 2018, il signe un nouveau contrat de deux ans et une année supplémentaire en option avec le CSKA Moscou. En juin 2021, Kourbanov signe un nouveau contrat d'une saison avec une saison additionnelle en option avec le CSKA Moscou.

## Palmarès
- Vainqueur de l'Euroligue 2006, 2016 et 2019
- Vainqueur de la VTB United League 2010, 2010, 2016, 2017, 2018, 2019, 2021